# Плёк-сюр-Лье (кантон)
Плёк-сюр-Лье (фр. Plœuc-sur-Lié) — упраздненный кантон во Франции, в регионе Бретань, департамент Кот-д’Армор. Входил в состав округа Сен-Бриё.
Код INSEE кантона — 2234. Всего в кантон Плёк-сюр-Лье входило 6 коммун, из них главной коммуной являлась Плёк-сюр-Лье.

## Коммуны кантона
| Коммуна        | Население, чел. (1999) | Почтовый индекс | Код INSEE |
| -------------- | ---------------------- | --------------- | --------- |
| Ла-Армуа       | 383                    | 22320           | 22073     |
| Ланфен         | 868                    | 22800           | 22099     |
| Ле-Бодео       | 189                    | 22320           | 22009     |
| Л’Эрмитаж-Лорж | 652                    | 22150           | 22080     |
| Плентель       | 3471                   | 22940           | 22171     |
| Плёк-сюр-Лье   | 2937                   | 22150           | 22203     |

## Население
Население кантона на 2006 год составляло 9 196 человек.
| 1962 | 1968 | 1975 | 1982 | 1990 | 1999  | 2006  | 2007 |
| ---- | ---- | ---- | ---- | ---- | ----- | ----- | ---- |
| -    | -    | -    | -    | -    | 8 500 | 9 196 | -    |